# Шарк Юлдузи
Шарк Юлдузи (узб. Sharq Yulduzi / Шарқ Юлдузи) — посёлок городского типа, расположенный на территории Зарбдарского района Джизакской области Республики Узбекистан.
Статус посёлка городского типа с 2009 года.